# 퀸투스 쿠르티우스 루푸스

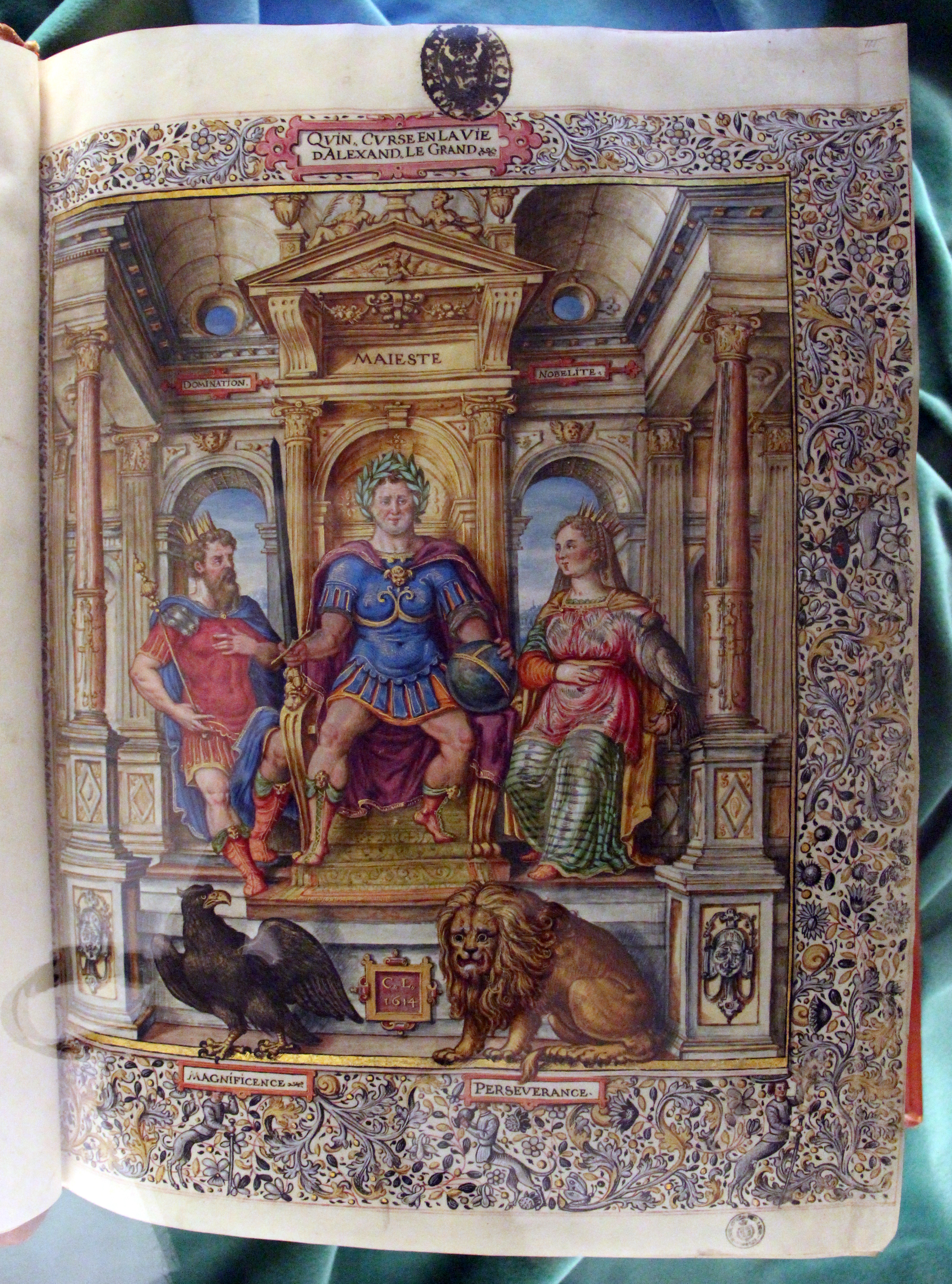

퀸투스 쿠르티우스 루푸스(Quintus Curtius Rufus)는 1세기의 로마의 역사가로 추정되며, 그의 유일한 저서인 《알렉산드로스 대왕의 역사》로 잘 알려져 있다. 이 저서는 마케도니아 알렉산드로스 대왕의 역사를 다룬 현존하는 모든 역사서이다. 많은 부분이 누락되었으며, 원고에 언급된 그의 이름을 제외하고는 아무것도 알려져 있지 않다. 이 사실 하나만으로도 고전학자들은 시간의 우연성 때문에 그가 연결 고리가 깨진 다른 역사적 인물로 추정하고 있다.

## 역사적 정체성
쿠르티우스의 저서는 유일하다. 고대의 어떤 저서도 그것, 또는 그를 언급하고 있지는 않다. 로마 원로원과 황제가 종종 저서를 검열해왔다는 것을 지적한 피터 프랫은 쿠르티우스가 생전에는 그 원고를 출판하고 있었고, 사후에는 황제가 보관하고 있었다고 주장한다. 황제들은 그 저서를 유작으로 출간하려 했지만, 정치적 기회를 찾지 못했다. 황제들은 알렉산드로스 대왕의 정체를 그들 스스로 정하고 있었다. 마케도니아 제국의 영향이 남아 있던 지방은 통치하기가 쉽지 않아, 항상 반란에 시달리고 있었다. 쿠르티우스의 저서는 정치적 독립을 조장할 우려가 있었기 때문에 정치적으로 평가받을 수가 없었다.